# Charles Ausset
Pour les articles homonymes, voir Ausset.
Charles Ausset (28 septembre 1932, Reyniès - 20 août 2001, Reyniès) est un coureur cycliste français. 

## Biographie
Il est champion de France cycliste amateur en septembre 1950, à 17 ans,, devançant Georges Decaux à la surprise générale,. Il était alors licencié à l'US Montauban. 
Il a côtoyé de nombreux champions comme Louison Bobet et Jacques Anquetil. 
Après s'être battu lors de la guerre d'Algérie, il retourne à la vie civile et exerce le métier de chauffeur puis devient artisan en créant sa propre société de dragage[réf. souhaitée]

## Palmarès

### Palmarès amateur
- 1950
  -  Champion de France sur route amateurs